# شیلا دلانی
شیلا دلِانی (به انگلیسی: Shelagh Delaney) (زاده ۲۵ نوامبر ۱۹۳۸- ۲۰ نوامبر ۲۰۱۱) نمایشنامه‌نویس و فیلم‌نامه‌نویس انگلیسی بود. نخستین کار او، طعم عسل (۱۹۵۸)، توسط مایکل پترسون اینگونه توصیف شده است: "احتمالاً بهترین نمایشنامه توسط یک نمایشنامه‌نویس زن بریتانیایی پس از جنگ".
در سال ۱۹۶۱ فیلمی به همین نام بر پایه این نمایشنامه توسط تونی ریچاردسون ساخته شده است.

## ترجمه به فارسی
نمایشنامه یک نوک زبان عسل (نمایشنامه) در سال ۱۳۹۷ توسط سام ایزدی به فارسی ترجمه شد.